# Euphara caerulea
Euphara caerulea är en tvåvingeart som först beskrevs av Macquart 1848.  Euphara caerulea ingår i släktet Euphara och familjen fläckflugor. Inga underarter finns listade i Catalogue of Life.